# Jacques-François-Joseph Saly
Jacques-François-Joseph Saly (20. juni 1717 – 4. maj 1776) var en franskfødt billedhugger. Han arbejdede ud over i sit fødeland i Danmark og Italien.
I Danmark blev han i 1754 udnævnt til leder af det nyoprettede Kunstakademiet. Hans mest kendte værk er rytterstatuen af Frederik 5. på Amalienborg Slotsplads.
Saly var blevet optaget i en frimurerloge i Rom og blev efter et møde i den københavnske frimurerloge St. Martin optaget i denne.